# منتخب فيجي لسباعيات الرغبي
منتخب فيجي الوطني لسباعيات الرغبي (بالإنجليزية: Fiji national rugby sevens team)‏ هو ممثل فيجي الرسمي في المنافسات الدولية في سباعيات الرغبي .

## وصلات خارجية
- الموقع الرسمي